# Lagerkennziffer
Lagerkennziffern sind betriebswirtschaftliche Kennzahlen, mit denen der Unternehmer die Wirtschaftlichkeit einer Lagerhaltung überprüft. Dabei vergleicht man die aktuellen Werte entweder mit denen von Vorperioden oder mit branchenüblichen Werten.

## Allgemeines
Mit dem Lagerbestand wird stets die tatsächlich von einem Artikel im Lager befindliche Menge bezeichnet. Davon unterscheidet sich der dispositive Lagerbestand, der die verfügbare Menge angibt, die sich ergibt, wenn vom Lagerbestand die bereits geplanten Lagerabgänge an Kunden abgezogen werden und die bereits avisierten Lagerzugänge von Lieferanten hinzugezählt werden.
Von besonderer Bedeutung für die Berechnung der Lagerkennziffern sind außerdem folgende Lagerbestände:
- Anfangsbestand zu Beginn des Jahres
- Endbestand am Ende des Jahres (Bilanzstichtag)
- Endbestand am Ende eines jeden Monats (= Monatsendbestände)
- Endbestand am Ende eines jeden Vierteljahres (= Quartalsendbestände)
- Endbestand am Ende eines jeden Halbjahres (= Halbjahresendbestände)

Die Menge eines Artikels, die aus Platzgründen oder aufgrund hoher Lagerkosten oder aufgrund der Möglichkeit des Untergangs (etwa weil sie schnell verdirbt oder schnell veraltet) höchstens auf Lager liegen darf, wird als Höchstbestand bezeichnet.

## Formeln zur Berechnung der Lagerkennziffern

### Durchschnittlicher Lagerbestand
Der durchschnittliche Lagerbestand gibt an, welche Menge eines Artikels durchschnittlich an jedem Tag des Jahres auf Lager liegt.
Es seien der {\displaystyle AB} der Lagerbestand zu Beginn des Jahres und {\displaystyle EB} der Lagerbestand am Ende des Jahres.
Dann errechnet sich der durchschnittliche Lagerbestand {\displaystyle \varnothing LB} wie folgt:
{\displaystyle \varnothing LB={\frac {AB+EB}{2}}} bei Jahresinventur
{\displaystyle \varnothing LB={\frac {AB+4\cdot QEB}{5}}} bei Vierteljahresinventur
{\displaystyle \varnothing LB={\frac {AB+12\cdot MEB}{13}}}  bei Monatsinventur
{\displaystyle \varnothing LB={\frac {\text{Wareneinsatz}}{\text{Lagerumschlagshäufigkeit}}}}

### Wareneinsatz
Der Wareneinsatz {\displaystyle WE} ist der Wert der verkauften bzw. verbrauchten Waren während einer Periode, berechnet zum Einstands- bzw. Bezugspreis:
{\displaystyle WE=AB+{\text{Zugänge}}-EB}
oder
{\displaystyle WE=\sum {\text{Lagerentnahmen}}}

### Umschlagshäufigkeit
Die Umschlagshäufigkeit {\displaystyle UH} drückt aus, wie oft der durchschnittliche Lagerbestand einer Periode verbraucht bzw. verkauft wurde:
{\displaystyle UH={\frac {WE}{\varnothing LB}}}
{\displaystyle UH={\frac {\text{Jahresabsatz}}{\varnothing LB}}}

### Durchschnittliche Lagerdauer
Die durchschnittliche Lagerdauer {\displaystyle \varnothing LD} ist die durchschnittliche Zeitspanne zwischen Lagereingang und Lagerausgang einer Ware während einer Periode:
{\displaystyle \varnothing LD={\frac {360}{UH}}} (für 1 Jahr)
{\displaystyle \varnothing LD={\frac {180}{UH}}} (für 1/2 Jahr)
{\displaystyle \varnothing LD={\frac {90}{UH}}} (für 1/4 Jahr)
{\displaystyle \varnothing LD={\frac {30}{UH}}} (für 1 Monat)

### Lagerzinssatz
{\displaystyle \varnothing {\text{Lagerzinssatz}}={\frac {{\text{Banküblicher Zinssatz}}\cdot \varnothing {\text{Lagerdauer}}}{360}}}

### Lagerzinsen
{\displaystyle LZ={\frac {\varnothing LB\cdot \varnothing LD\cdot p}{100\cdot 360}}}
Lagerzinsen {\displaystyle LZ} als kalkulatorische Kosten ergeben sich aus dem {\displaystyle \varnothing LB} und dem Jahreszinssatz oder dem Lagerzinssatz und dem Wareneinsatz (Verbrauch) pro Jahr (Abrechnungszeitraum):
{\displaystyle LZ={\frac {\varnothing LB\cdot p}{100}}}

### Bestands- und Lagerreichweite
{\displaystyle RW={\frac {LB+OB}{V}}}
mit {\displaystyle LB} für erledigte Bestellungen, {\displaystyle OB} für zukünftige Bestellungen, {\displaystyle V} für Verbrauch pro Quartal, z. B. Tagesverbrauch.

### Lagerkostensatz
{\displaystyle LKS={\frac {LK\cdot 100\,\%}{\varnothing LB}}}